# The Ego Has Landed
The Ego Has Landed – album brytyjskiego wokalisty Robbie’ego Williamsa z 1999 roku. Album ten został wydany początkowo tylko w USA, zawiera mieszankę utworów z pierwszych dwóch płyt wykonawcy: „Life Thru a Lens” i „I’ve Been Expecting You”.

## Lista utworów
źródło:.
1. „Lazy Days” – 3:52
2. „Millennium” – 4:04
3. „No Regrets” – 5:11
4. „Strong” – 4:37
5. „Angels” – 4:25
6. „Win Some Lose Some” – 4:19
7. „Let Me Entertain You” – 4:22
8. „Jesus In A Camper Van” – 3:38
9. „Old Before I Die” – 3:53
10. „Killing Me” – 3:57
11. „Man Machine” – 3:35
12. „She’s The One” – 4:18
13. „Karma Killer” – 4:28
14. „One Of God’s Better People” – 3:25